# Lima Azimi
Lima Azimi (1981) es una atleta de atletismo de pista y campo afgana. Ha sido la primera mujer en representar a Afganistán en un evento deportivo internacional tras la caída de los talibanes.

## Biografía
Azimi llamó la atención al representar a su país en el Campeonato Mundial de Atletismo de 2003 en París. Compitió en el sprint de los 100 metros, corriendo con una camiseta gris y un pantalón de chándal azul marino. No sabía cómo usar los tacos de salida, ya que nunca había tenido la oportunidad de entrenar con ellos, Azimi terminó última en su serie, con un tiempo de 18,37 segundos, un récord nacional, ya que fue la primera afgana en correr una carrera de este tipo.
En este Campeonato Mundial de Atletismo de 2003 Azimi era estudiante de lengua y literatura inglesas en la Universidad de Kabul.
En los Juegos Olímpicos de Atenas 2004, decidió no competir.